# Saint-Juéry (Tarn)
Saint-Juéry (okzitanisch Sant Juèri) ist eine französische Gemeinde mit 6575 Einwohnern (Stand 1. Januar 2022) im Département Tarn in der Region Okzitanien. Saint-Juéry gehört zum Kanton Saint-Juéry.

## Name
Der Name der Gemeinde leitet sich vom hl. Georg ab.

## Lage
Saint-Juéry liegt etwa 5,5 Kilometer nordöstlich von Albi am südlichen Ufer des Flusses Tarn. Auf der anderen Flussseite befindet sich die Gemeinde Arthès, im Süden die Gemeinde Cunac, im Nordosten Saint-Grégoire und im Osten Bellegarde-Marsal.

## Bevölkerungsentwicklung
| Jahr                       | 1968 | 1975 | 1982 | 1990 | 1999 | 2006 | 2018 |
| Einwohner                  | 5017 | 5943 | 6738 | 6730 | 6635 | 7035 | 6760 |
| Quellen: Cassini und INSEE |      |      |      |      |      |      |      |

## Geschichte
1160 wurde die Festung Saint-Juéry-le-Haut errichtet. Von diesem Bau ist allerdings nichts mehr zu sehen. Im 17. Jahrhundert wurde die Anlage geschleift.

## Sehenswürdigkeiten
- Das Musée du Saut du Tarn befindet sich in einem historischen Wasserkraftwerk (einem Industriedenkmal).

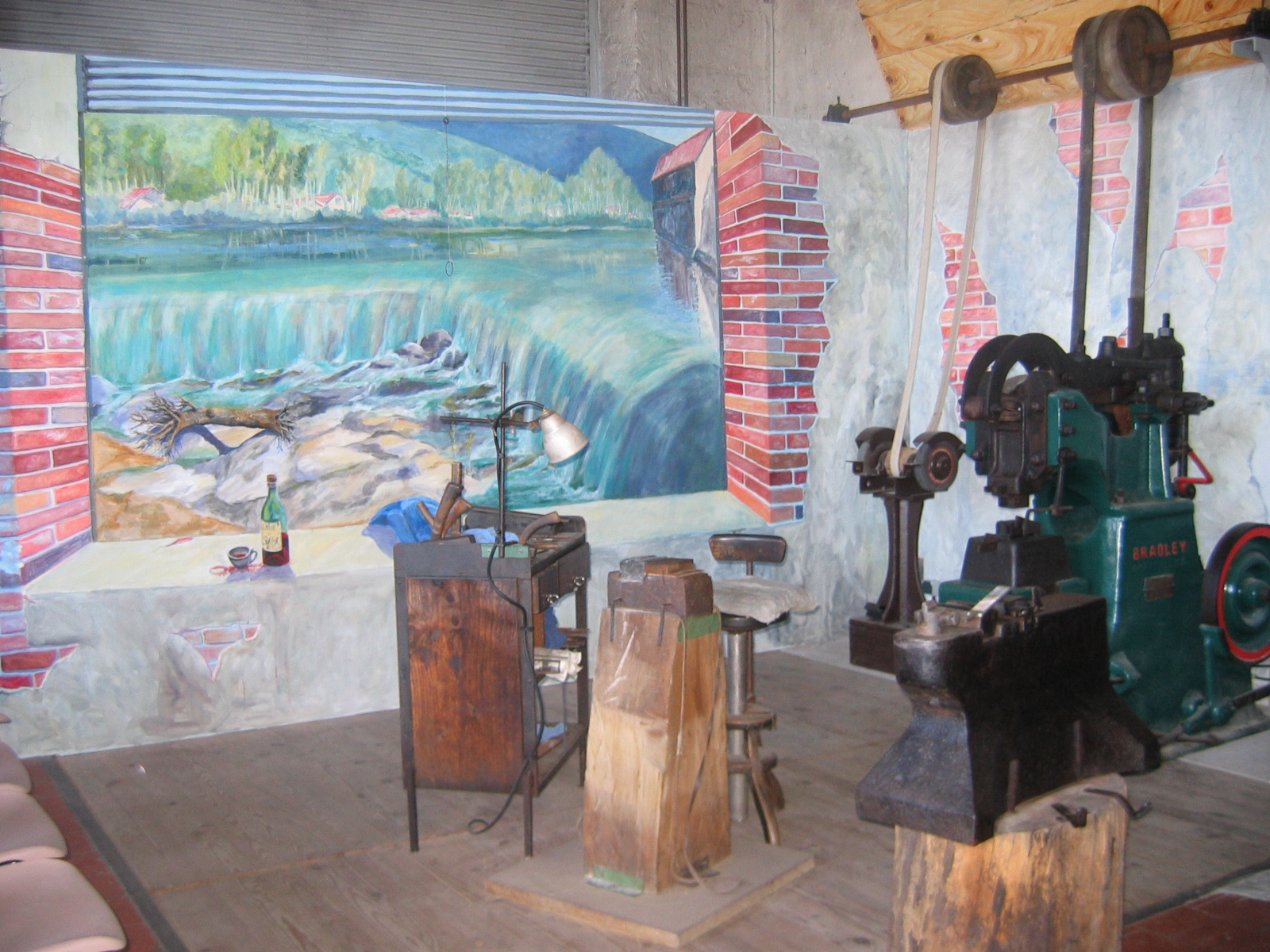
Museum Saut du Tarn

## Persönlichkeiten
- Samuel Tequi (1898–1979), Radrennfahrer
- Alain Bertrand (* 1951), Senator für das Département Lozère
- Patrick Salvador (* 1951), Sprinter